# The Evolution of Man
The Evolution of Man (em português: A evolução do homem) é o quarto álbum de estúdio do cantor britânico Example. O álbum foi lançado em 19 de novembro de 2012 pela Ministry of Sound.

## Antecedentes e desenvolvimento
Example twittou no avião para Sydney, que ele planejava escrever algumas músicas para um novo álbum e que ele estava ouvindo o álbum Velociraptor! da banda Kasabian para uma inspiração lírica. Enquanto estava na Austrália por 2 meses, o cantor e rapper planejava escrever o álbum inteiro no tempo que passou lá.
Em 25 de julho de 2012 Example anunciou via Twitter que o nome do primeiro single de seu quarto álbum foi "Say Nothing" - produzido por Dirty South, revelando ainda que iria estrear em 30 julho de 2012 na Capital FM. A faixa "Perfect Replacement" (produzido por Feed Me), recebeu a sua estreia ao vivo em 18-19 de agosto de 2012 no V Festival.
Após reclamações dos fãs sobre a falta de influência dubstep em "Say Nothing", Example respondeu a um comentário no Facebook, dizendo "espere pelo álbum, eu não vou encher o álbum com a mesma sonoridade, e eu não vou continuar lançando a mesma coisa de 'dubstep' ou 'electro'".
O vídeo promocional de "Come Taste the Rainbow" estreou em 19 de outubro de 2012 na Hunger TV. Este também foi enviado depois para o canal de Example no YouTube.
A faixa seis do CD, um sample com uma participação e uma versão demo de "All My Lows" e a edição de rádio de "Close Enemies" foi distribuída para estações de rádio e DJ's pouco antes do lançamento, e Example retuitou vários fãs cujos CDs chegaram cedo devido a pré-venda.
Em 15 de novembro, Greg James na BBC Radio 1 teve a primeira execução de "Perfect Replacement", com o Example alegando que ele "queria que fosse um single", mas que havia "cinco ou seis" faixas que podem ser escolhidos como o terceiro single. Em 24 de novembro, Exemplo confirmou que "substituto perfeito" seria de fato o terceiro single. Tweets anteriores tinham sugerido para a "Queen of Your Dreams" se tornar-se um single futuro.

## Singles
- "Say Nothing" é o primeiro single do álbum. Foi produzido por Dirty South, e foi lançado em 16 de setembro de 2012. O single estreou na segunda posição no UK Singles Chart.

- "Close Enemies" é o segundo single do álbum. Foi produzido por Alex Smith, e foi lançado em 11 de novembro de 2012. O single estreou na posição #37 no UK Singles Chart.

- "Perfect Replacement" está programado para lançamento como o terceiro single do álbum. É produzido por Feed Me e é esperado para ser lançado em fevereiro de 2013.[5][6]

## Faixas
| Edição padrão  |                                                                    |                                                |                     |         |  |
| N.º            | Título                                                             | Compositor(es)                                 | Produtor(es)        | Duração |  |
| 1.             | "Come Taste the Rainbow"                                           | Elliot Gleave, Adegbenga Adejumo               | Benga               | 4:11    |  |
| 2.             | "Close Enemies"                                                    | Gleave, Alex Smith                             | Alex Smith          | 4:22    |  |
| 3.             | "Perfect Replacement"                                              | Gleave, Jon Gooch                              | Feed Me             | 3:28    |  |
| 4.             | "Crying Out for Help"                                              | Gleave, Thomas Olsen, Graham Coxon             | Tommy Trash         | 4:13    |  |
| 5.             | "Queen of Your Dreams"                                             | Gleave, Alessandro Lindbald                    | Alesso              | 3:12    |  |
| 6.             | "Say Nothing"                                                      | Gleave, Johnny McDaid, Dragan Roganović, Coxon | Dirty South         | 3:41    |  |
| 7.             | "All My Lows"                                                      | Gleave, Roganović                              | Dirty South         | 5:50    |  |
| 8.             | "The Evolution of Man"                                             | Gleave, Smith                                  | Alex Smith          | 3:56    |  |
| 9.             | "One Way Mirror"                                                   | Gleave, Roganović                              | Dirty South         | 4:39    |  |
| 10.            | "Snakeskin"                                                        | Gleave, Ed Keeley, Andy Sheldrake, Coxon       | Friction, Sheldrake | 4:22    |  |
| 11.            | "Blood From a Stone"                                               | Gleave, Zane Lowe, Coxon                       | Zane Lowe           | 4:49    |  |
| 12.            | "Are You Sitting Comfortably?"                                     | Gleave, Oliver Jones                           | Skream              | 3:38    |  |
| 13.            | "We'll Be Coming Back" (Calvin Harris com participação de Example) | Gleave, Calvin Harris                          | Calvin Harris       | 3:57    |  |
| Duração total: | Duração total:                                                     | Duração total:                                 | Duração total:      | 54:21   |  |

| Edição de luxo |                                                          |                                        |                    |         |  |
| N.º            | Título                                                   | Compositor(es)                         | Produtor(es)       | Duração |  |
| 14.            | "Let's Be Fucking Stupid"                                | Gleave, Ollie Corneer, Stefan Engblom  | Dada Life          | 4:03    |  |
| 15.            | "Someone To Die For" (Example & Dillon Francis)          | Gleave, Dillon Francis                 | Dillon Francis     | 4:35    |  |
| 16.            | "Whisper" (Example vs. AN21 & Max Vangeli)               | Gleave, Antoine Josefsson, Max Vangeli | AN21 & Max Vangeli | 4:01    |  |
| 17.            | "Eutopia (Fade Away)" (Example & Laidback Luke)          | Gleave, Luke van Scheppingen           | Laidback Luke      | 4:30    |  |
| 18.            | "Daydreamer" (Flux Pavilion com participação de Example) | Gleave, Joshua Steele                  | Flux Pavilion      | 3:51    |  |
| 19.            | "Say Nothing" (Hardwell & Dannic Remix)                  | Gleave, John McDaid, Dirty South       | Dirty South        | 6:12    |  |
| 20.            | "Close Enemies" (Joker Remix)                            | Gleave, Alex Smith                     | Alex Smith         | 4:07    |  |
| 21.            | "Close Enemies" (Dyro Remix)                             | Gleave, Alex Smith                     | Alex Smith         | 4:19    |  |

## Paradas
| País — Tabela musical (2012)              | Posição de pico |
| ----------------------------------------- | --------------- |
| Escócia — Scottish Albums Chart           | 14              |
| Irlanda — Irish Albums Chart              | 34              |
| Reino Unido — UK Dance Albums Chart       | 1               |
| Reino Unido — UK Independent Albums Chart | 1               |
| Reino Unido — UK Albums Chart             | 13              |

## Histórico de lançamento
| País        | Data                   | Formato              | Gravadora         |
| ----------- | ---------------------- | -------------------- | ----------------- |
| Reino Unido | 19 de novembro de 2012 | CD, descarga digital | Ministry of Sound |